# Bremen (Geórgia)
Bremen é uma cidade localizada no estado americano de Geórgia, no Condado de Carroll e Condado de Haralson.

## Demografia
Segundo o censo americano de 2000, a sua população era de 4579 habitantes.
Em 2006, foi estimada uma população de 5487, um aumento de 908 (19.8%).

## Geografia
De acordo com o United States Census Bureau tem uma área de 
23,1 km², dos quais 23,0 km² cobertos por terra e 0,1 km² cobertos por água. Bremen localiza-se a aproximadamente 369 m acima do nível do mar.

## Localidades na vizinhança
O diagrama seguinte representa as localidades num raio de 16 km ao redor de Bremen. 